# Brasilianisch-nauruische Beziehungen
Die brasilianisch-nauruischen Beziehungen umfassen die bilateralen Beziehungen zwischen Brasilien und Nauru. Sie unterhalten seit 2005 offizielle diplomatische Beziehungen.
Ihr Verhältnis gilt als gut, aber kaum entwickelt. Neben der gemeinsamen Mitgliedschaft in einigen internationalen Organisationen schlossen beide Länder bereits ein Abkommen über technische Zusammenarbeit, weitere in den Bereichen Gesundheit, Informationstechnologie und Wasser- und Sanitärwirtschaft werden angestrebt. Beide Staaten sind Mitglied in folgenden internationalen Organisationen und arbeiten dort zusammen: Internationaler Strafgerichtshof, Interpol, Internationale Fernmeldeunion, Organisation für das Verbot chemischer Waffen, und die UN und ihre Sonderorganisationen Internationaler Währungsfonds (IWF), Internationale Zivilluftfahrtorganisation, UNESCO, Weltpostverein und Weltgesundheitsorganisation (WHO).
Eine gegenseitige Migration besteht nicht. Im Jahr 2024 waren keine nauruischen Bürger in Brasilien gemeldet.

## Geschichte

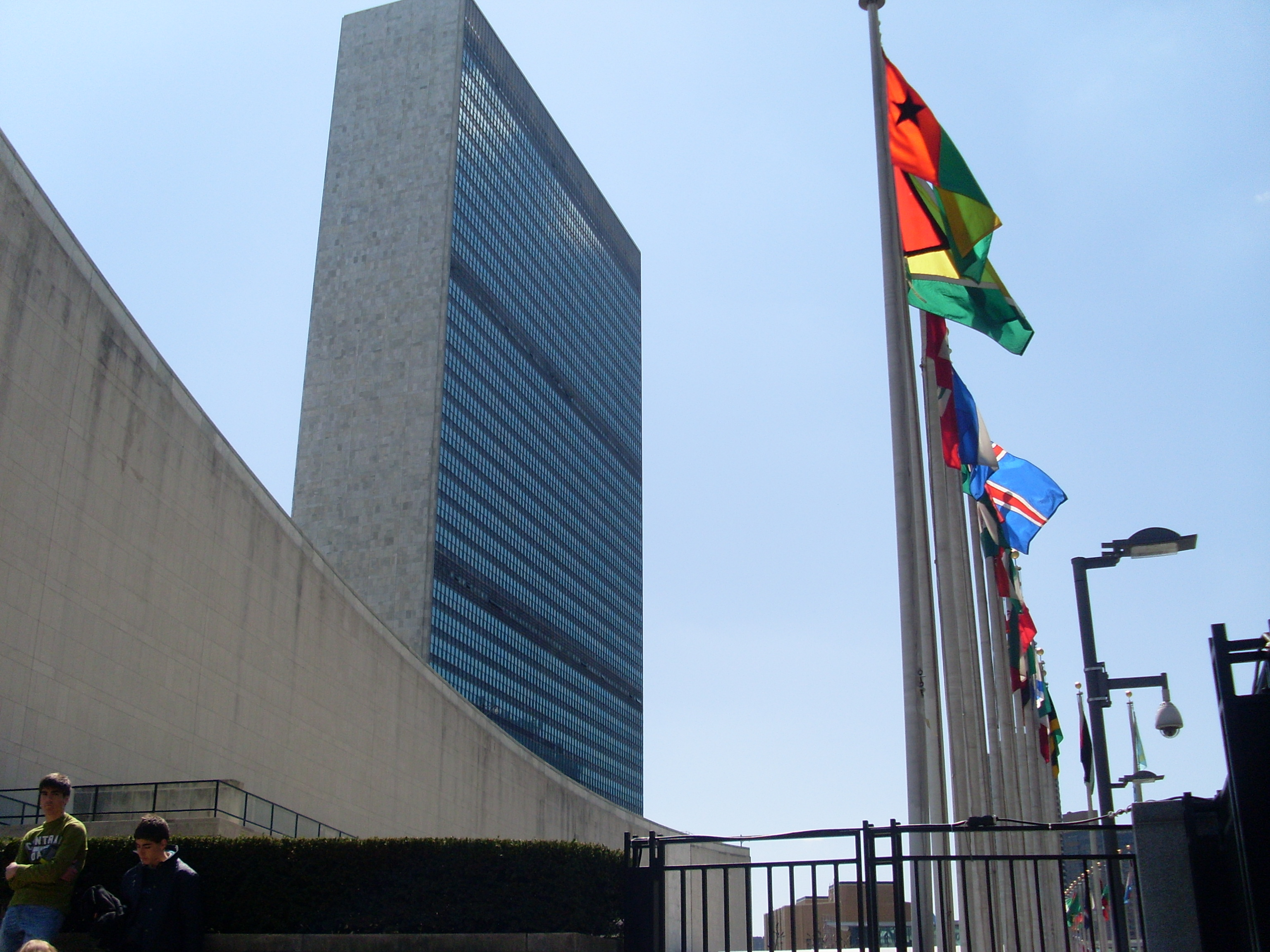
Der UN-Hauptsitz in New York: Brasilien und Nauru gehören einer Reihe internationaler Organisationen an, ein wichtiges Verbindungsglied ihrer noch schwach entwickelten Beziehungen.

Es bestehen keine historischen Bezugspunkte zwischen beiden Staaten. Brasilien gehörte seit der Ankunft Pedro Álvares Cabrals im Jahr 1500 zum portugiesischen Kolonialreich, während die portugiesischen Entdeckungsreisenden offenbar nicht bis nach Nauru kamen, das laut Vertrag von Saragossa in der Spanien zustehenden Sphäre lag, so dass keine portugiesische Motivation bestand, hier nach Land und Handelsmöglichkeiten zu suchen.
Nauru wurde nach der ersten Sichtung durch englische Seeleute im Jahr 1798 zunächst britische, ab 1888 deutsche und ab 1914 schließlich australische Besitzung, bis das Land 1968 von Australien seine Unabhängigkeit erhielt. 1999 wurde Nauru Vollmitglied der Vereinten Nationen.
Anlässlich des Besuchs einer brasilianischen Abordnung in Nauru unter Leitung des brasilianischen Botschafters in Australien, Frederico Cézar de Araújo, nahmen Brasilien und Nauru am 2. November 2005 diplomatische Beziehungen auf.
Am 11. Mai 2006 unterzeichneten beide Staaten ein erstes Abkommen über technische Zusammenarbeit, das der sozio-ökonomischen Entwicklung ihrer Länder dienen und eine nachhaltige wirtschaftliche Entwicklung und den technischen Fortschritt fördern soll. Der brasilianische Nationalkongress verabschiedete den Vertragstext am 10. Juni 2009. Die Regierung Naurus, die das Abkommen ihrerseits noch ratifizieren muss, äußerte danach Interesse an einer Intensivierung der Zusammenarbeit mit Brasilien in den Bereichen Gesundheit, Informationstechnologie und Wasser- und Sanitärwirtschaft.
2009 kam die ständige Vertretung Naurus bei den Vereinten Nationen zum Staatsbesuch nach Brasilien.

## Diplomatie

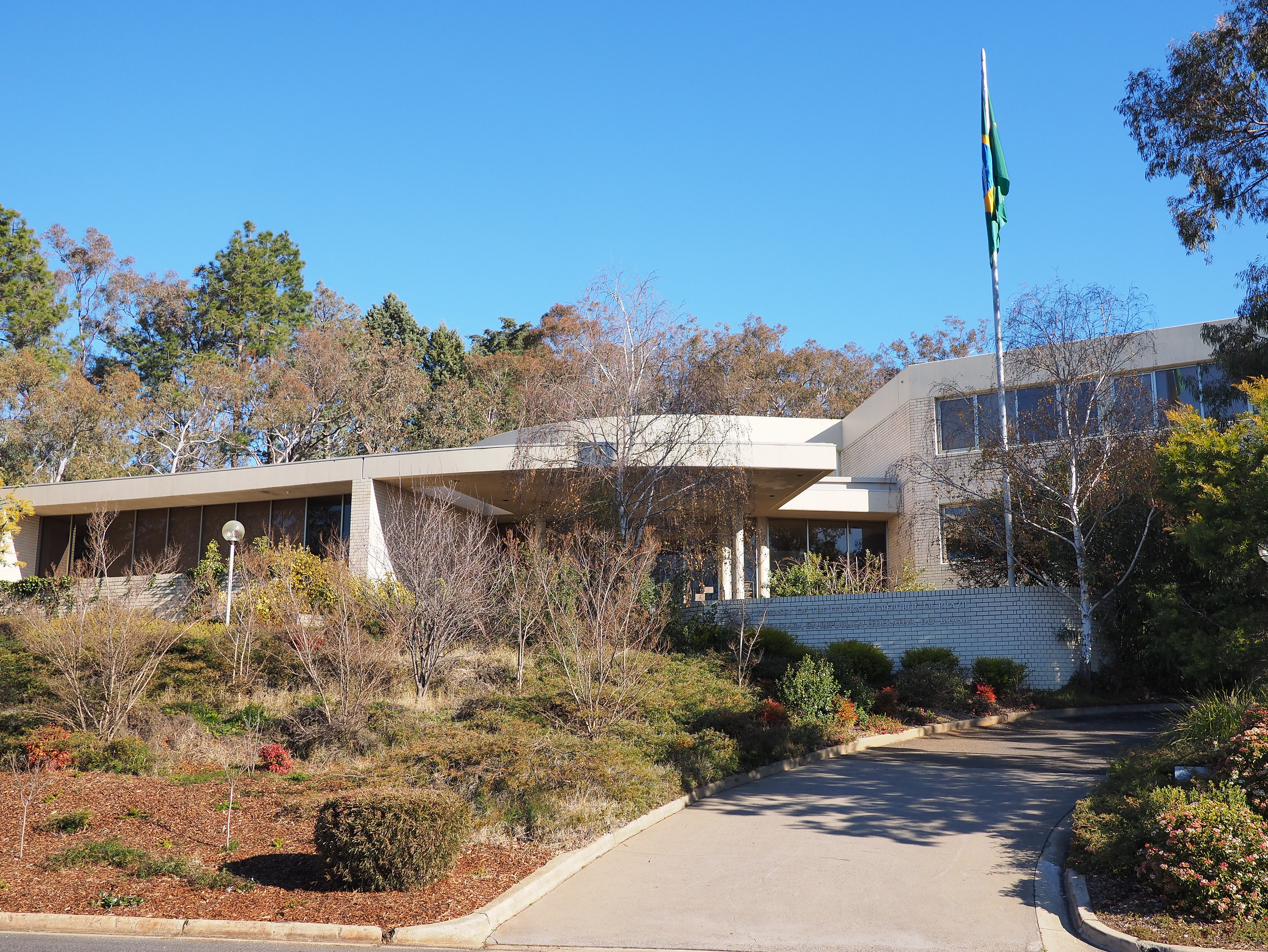
Die Botschaft Brasiliens in der australischen Hauptstadt Canberra. Sie ist auch für Nauru zuständig.

Brasilien unterhält keine eigene Botschaft in Nauru, das Land gehört zum Amtsbezirk des brasilianischen Botschafters in der australischen Hauptstadt Canberra.
Nauru hat ebenfalls keine eigene Vertretung in Brasilien eröffnet, zuständig für Brasilien ist der ständige Vertreter Naurus bei den Vereinten Nationen in New York.
Auch gegenseitige Konsulate wurden nicht eingerichtet (alles Stand 2024).

## Wirtschaft
Es besteht praktisch kein Warenaustausch zwischen Brasilien und Nauru. Ihr Abkommen über technische Zusammenarbeit 2006 soll den Weg ebnen für zukünftige weitere Abkommen, die eine wirtschaftliche Zusammenarbeit ermöglichen und dann fördern sollen.